# コーイケルホンディエ

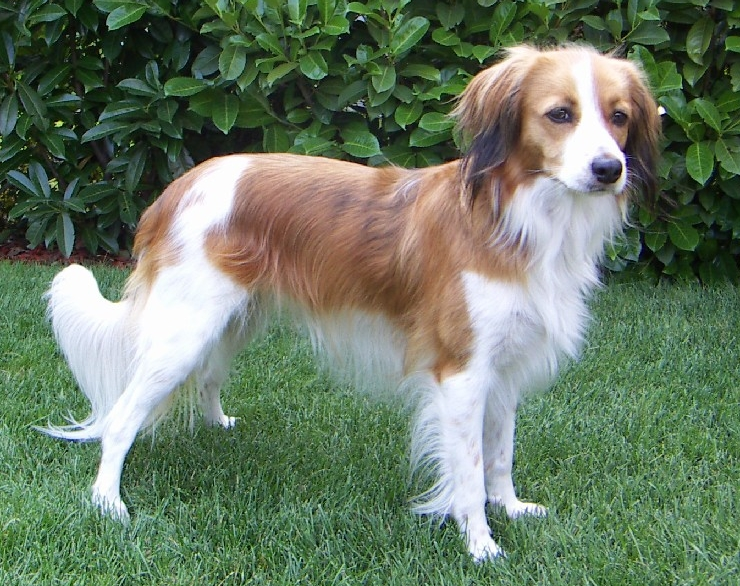
コーイケルホンディエ

- コイケルホンディエ

コーイケルホンディエ（蘭: Kooikerhondje）は、オランダ産の小型犬の一種。俗にコイケルホンド、コイケル等と呼ばれる。
日本では知名度が低い犬種であったが、日本人メジャーリーガーの大谷翔平がコーイケルホンディエを飼っている事が知られ、注目される。
JKCの登録頭数は、1999年に6頭で近年は132頭（2007年）、87頭（2008年）、115頭（2009年）、96頭（2010年）、85頭（2011年）、112頭（2012年）、80頭（2013年）と100頭前後で増えてきている。
近親繁殖にならないよう注意が必要である。

## 歴史
16世紀からオランダでカモ猟に使われていた犬。
銃が発明される以前のカモ猟では網が用いられていたが、網を打つ前に鳥をおびき寄せるのがこの犬の仕事だった。
カモ猟では、ふさふさした尾を茂みの中から見え隠れするように動かし、仕掛けた網や、銃の射程にカモをおびき寄せていた。
第二次世界大戦が終了するまでにはほとんどが全滅してしまい、一時期は世界で5頭までに減少した。現在では愛好家の努力によって少しずつ増えてはいるが、依然として本国オランダ以外では非常に希少な犬種となっている。現在では、主にペットとして生存している。

## エピソード
2023年11月17日、日本人メジャーリーガーの大谷翔平が2度目のMVPに選ばれた際、受賞発表時のアメリカのテレビ局での中継で大谷の傍らに映り“most valuable puppy”（最も価値のある子犬）と紹介され、注目された。同年12月に、日本語名の「デコピン」および英語名の“Decoy”（ディコイ）と名前が明かされた。
2025年のガリバーのCMにコーイケルホンディエが出演している。CM放映開始直後から話題になってはいたが、東京ドームで行われたドジャース対カブスの試合の放映中にCMを見た視聴者から「デコピンがCMに出てる」と声が上がり大きな話題になった。しかし出ているのはデコピンではなく、同じコーイケルホンディエのモデル犬である。飼い主の大谷翔平登板直後のCM放映でコーイケルホンディエが出ている為の勘違いであるが、デコピンにかなり似ているので感違いするのも仕方ない。

## 特徴
- 体重は約7〜15kg、体高は35〜40cm。
- 体高と体長がほぼ等しい。
- 垂れ耳には豊富な飾り毛と垂れ尾を持っている。
- 被毛は、真直ぐ、或いは軽くウェーブした長めの被毛を持っている。耳や腹、尻、四肢などには飾り毛があり、特に尾には豊富な飾り毛を持っている。
- 元々猟犬であるため、ボール遊びなど十分な運動を必要とする。
- 性格は、陽気で気立てが良い。フレンドリーで活発、環境適応性が広く遊び好き。頭もよく、飼い主や家族に忠実である。
- 神経質な面あり、家族以外には警戒心が強い。賢い分、トレーニングが必要である。